# ふしぎ占い少女 ちょっとだけ★マーメイド
『ふしぎ占い少女 ちょっとだけ☆マーメイド』（ふしぎうらないしょうじょ ちょっとだけマーメイド）はのぞみえるつきよプロデュース、たちばな真未作画による漫画作品。2000年度から2002年度にかけて小学館の学年別学習雑誌『小学三年生』に連載された。また2002年度の『小学四年生』にも白いタロット編として連載された。
2015年以降『ふしぎ占い少女 ちょっとだけ★マーメイド』スペクトラム編／ミラージュ編の復刻版および単行本未収録の『白いタロット編』が電子版、オンデマンドの製本版で配信され、マリンタロットやLINEスタンプ等も販売されている。 

## ストーリー
学年誌の性質上、登場人物はほぼ同じでストーリー設定が少しずつ変わるという形式をとっている。テーマは一貫して恋、海、人魚、占いとなっている。
スペクトラム編（2000年度）
みおは海と占いが大好きな少女。幼馴染の海斗（カイト）に想いを寄せるが自分から話しかけることも出来ない。人魚になることを夢見たみおの前に、しゃべる謎の赤い魚が現れ･･････。
ミラージュタロット編（2001年度）
みおは海が大好きだが泳ぐ事の出来ない少女。また本格的なタロットカードで占いする事を夢見ていたみおだが、あるのは下手な絵で描かれた手作りのタロットだけ。残り一枚となった手作りタロットの絵を描きに海へ行くと、そこで海の上を歩く謎の少年が現れ･･････。
白いタロット編（2002年度）
ミラージュタロット編の続編。美波（ミナミ）は男勝りで海が大好きな少女。だがミナミは人魚も占いも信じない。そんな彼女に先生となったみおは「マリンタロット」を手渡すが、何とそのカードは一枚を除いて全て真っ白のカードだった･･････。
ロスト・トレジャー編（2002年度）

津波タロット編（2006年 - ）

## 登場人物
みお
『マリンタロット物語』以外のシリーズ全てに出る女性。少女時代はツインテールであり、大人になってからは髪は短く切りそろえている。
スペクトラム編
カイトが気になる女の子。
ミラージュタロット編
渚みお（なぎさ-）。自作のタロットを描きに海に通う。そこで出会った謎の人物が気になる。序盤はカイトに自分から声をかけるなど、スペクトラム編程内気で弱虫ではなかったが、中盤のカイトとのやりとりでは少し弱虫なところを見せた。それからは、カイトが泡とならない為なら人魚になって海で暮らすという内容の発言からもわかるように、弱虫なところは見せていない。
白いタロット編
渚みお（なぎさ-）。ミラージュタロット編のみおと同一人物で、十数年がたっている。小学校教師。未だに泳げない。ミナミに白いタロットをあげる。ジ・アイランドの話ではミナミがドレス屋で消えてしまった為ドレス代18万円を払わされた。
津波タロット編
渚みお（なぎさ-）。ミラージュタロット編、白いタロット編のみおと同一人物。年齢も白いタロット編の時とあまり変わらない。また、久しぶりに人魚に変身した。
タロン
全ての話に出てくるマリンタロットの精。金魚のような外見をしているが、魚ではないと言い切っている。
ミラージュタロット編
この話のみ、タロンはみおやカイトのために占っている（マリン・ソリューション、キャッスル・オブ・ザ・シー）。
白いタロット編
ミラージュタロット編と同一の存在。よくミナミに「サカナ」と呼ばれている。
津波タロット編
ミラージュタロット編、白いタロット編と同一の存在。「マリンタロット推進事業」のメンバー。
カイト
スペクトラム編
海の王子。幼い頃にみおを好きになり、人間になる。濡れると人魚の姿に戻るため、泳げないことになっている。みおからは「カイト」と呼ばれている。
ミラージュタロット編
入江海斗（いりえかいと）。みおの学校に転校生として来る。はじめはみおに冷たかったが、課外授業の一件でみおを本気で好きになり、それからは優しい態度をとっている。みおからは「カイトくん」と呼ばれている。海の王子であるため、苗字は偽名である可能性もある。
白いタロット編
ミラージュタロット編と同一人物。海の王となっている。
シーマ
スペクトラム編
椎馬太郎（しいまたろう）。カイトと同じく、人魚に変身が可能。耳などは、みおより魚らしいデザインである。
ミラージュタロット編
スペクトラム編と違い人魚になれない。みおのことが好きで追いかけまわす。
白いタロット編
最終話に、スペクトラム編と同一人物らしきシーマが、エイコとともに背景に描かれている。
津波タロット編(1)
苦節5年、ようやく主役になれた…と思いきや、実際主役になったのはシーマの息子である。ミラージュタロット編と同一人物。みおと同じく、大人になっている。みおには、“シーマくんのお父さん”と呼ばれている。主役であるシーマの息子に関しては、津波タロット編(2)で解説。
津波タロット編(2)
津波タロット編の主役。父親よりは冷静である。ミナミたちとは同級生。マロンからタロットカードで無理矢理女の人魚に変身させられる。（これはマロンが間違えて女の子用タロットを使ったからである）変身がとけておぼれていたところをツナミに助けられる。
エイコ
シーマのペット。ピンク色のエイ。
スペクトラム編
必殺技は『エイコハリケーン』。
ミラージュタロット編
シーマのペット。あまり登場せず、喋ることもない。しかも唯一の見せ場ではシーマに道具のような扱いをされている。（これはエイコがシーマとみおを助けたいと思っているのであれば問題ないが）だが、シーマの飛行機に『ビューティフルエイコ号』と名づけられているように、ペットとして愛されているようではある。
ロスト・トレジャー編
擬人化されている。
白いタロット編
最終話の背景に描かれている。
津波タロット編
登場していない。シーマの屋敷にエイコをかたどった壁掛けらしきものがある。
ミナミ
海空美波（うみそらみなみ）。白いタロット編・津波タロット編に登場。パラレルワールドのようなことにはなっていない。
白いタロット編
人魚と占いを信じない、泳ぐことができる、無鉄砲と、性格はみおと正反対である。みおに白いタロットを貰い人魚になることで人魚の存在を認めるも、占いは物語の中盤にいたるまで信じていなかった（それまでは、マリンタロットを使う時は占いをする、というよりも、大好きな海に力を貸してもらう、という感覚であった）。カイと共にマリンフォースを探す。
津波タロット編
白いタロット編と同一人物。カイ、シーマとは同じクラス。

## マリンタロット
この漫画で欠かせないものが、マリンタロットと言われる特別なタロットカードである。
基本的に人魚や海の生物で構成されるが、ミラージュなど生物ではないものも多く存在する。
16枚で構成されるが、学年誌などで付録として付いてくるのはほぼ15枚セットである。
タロットはデッキ毎に少しずつ絵柄や登場する生物が変更されている。
スペクトラムデッキ（2000年度）
- 0 スペクトラム
- 1 マーメイド
- 2 ドルフィン
- 3 フライングフィッシュ
- 4 スターフィッシュ
- 5 ライオンフィッシュ
- 6 プローン
- 7 シータートル
- 8 シェルフィッシュ
- 9 ジェリーフィッシュ
- 10 キング・オブ・ザ・シー
- 11 ケルプ
- 12 クリオネ
- 13 フランダー
- 14 ヒポカンパス
- 15 アース

ミラージュデッキ（2001年度）
- 0 ミラージュ
- 3 ソードフィッシュ
- 6 シーガル
- 7 ハーミットクラブ
- 8 シードラゴン
- 11 コーラル
- 12 マリンスノー
- 13 オクトパス

1、2、4、5、9、10、14、15は変更なし
ホワイトタロットデッキ
- 1 マーメイド（アクア）
- 2 モラモラ
- 3 カレント
- 4 ベルーガ
- 5 マーメイド（エアー）
- 6 ブルーリボン
- 7 マングローブ
- 8 レイン
- 9 マーメイド（アイランド）
- 10 パイレーツ
- 11 アイスバーグ
- 12 ペンギン
- 13 ロストキャッスル
- 14 UMA
- 15 アングラー
- 16 マーメイド（ディープシー）

漫画のみの設定として、「マーメイド」のカードを水に濡らすとカードの持ち主が人魚に変身し、人魚になった状態で占いをすると、出てきたカードの力で別の姿の人魚に変身するという効果がある。但し、首に提げてある砂時計の砂が全て落ちると人間に戻ってしまう為、変身時間はかなり短い。また、マリンタロットを知らない他人に人魚に変身できる事を知られてしまうと、人間には戻れなくなってしまう。